# Rubus caflischii
Rubus caflischii är en rosväxtart som beskrevs av Wilhelm Olbers Focke. Rubus caflischii ingår i släktet rubusar, och familjen rosväxter. Inga underarter finns listade i Catalogue of Life.